# تیم چارتنکه
تیم چارتنکه (آلمانی: Tim Tscharnke; ۱۳ دسامبر ۱۹۸۹) اسکی‌باز صحرانوردی اهل آلمان است.
وی همچنین برندهٔ جوایزی همچون برگ بوی نقره‌ای شده‌است.